# Lancôme (gmina)
Lancôme – miejscowość i gmina we Francji, w Regionie Centralnym, w departamencie Loir-et-Cher.
Według danych na rok 1990 gminę zamieszkiwało 96 osób, a gęstość zaludnienia wynosiła 10 osób/km² (wśród 1842 gmin Regionu Centralnego Lancôme plasuje się na 1035. miejscu pod względem liczby ludności, natomiast pod względem powierzchni na miejscu 1165.).